# مؤتمر المعارضة العراقية (2002)
انعقد مؤتمر المعارضة العراقية يومي 14 و15 كانون الأول/ديسمبر 2002 في لندن، وكان يهدف لجمع الأحزاب المعارضة للحكومة العراقية آنذاك والتحضير لمرحلة ما بعد صدام حسين، حيث كانت الولايات المتحدة تعد لاحتلال العراق وإزاحة نظام حزب البعث العربي الاشتراكي الحاكم في العراق.

## الأحزاب المشاركة
ومن بين الأحزاب المشاركة في المؤتمر:
- المجلس الأعلى للثورة الإسلامية في العراق
- المؤتمر الوطني العراقي
- الحزب الوطني الآشوري
- الحزب الإسلامي العراقي
- حركة الوفاق الوطني العراقي
- حركة الديمقراطية العراقية
- الاتحاد الوطني الكردستاني
- الحزب الديمقراطي الكردستاني
- المنظمة العمل الإسلامي
- الحركة الوطنية العراقية
- الحركة الملكية الدستورية العراقية
- الجبهة التركمانية العراقية
- الاتحاد الإسلامي التركماني العراقي
- حزب كردستان
- الحزب الشيوعي الكردستاني – العراق
- حزب الدعوة الإسلامية
- حزب الوطن العراقي
- الحزب الديموقراطي الاشتراكي الكردستاني
- المجلس الأعلى للإنقاذ الوطني
- الحركة الديمقراطية الآشورية

بالإضافة لمستقلين وسياسيين منتمين لحركات وأحزاب سياسة أخرى. كما حضر النائب الكويتي محمد الصقر، وزلماي خليل زاده مبعوث الإدارة الأمريكية لدى المعارضة العراقية، وديفيد بيرس عن وزارتي الخارجية والدفاع الأمريكيتين وممثلون عن جهاز الأمن القومي الأمريكي ووزارة الخارجية البريطانية، وممثلون عن سفارات فرنسا والصين وبلجيكا واليونان والدنمارك، ولم تشارك روسيا، وغابت الدول العربية باستثناء الكويت.

## المنسحبون
انسحبت عدة حركات من المؤتمر احتجاجا على ما وصفه بتجاوز بعض الاطراف على مبدأ التعددية والديمقراطية، وهي:
- حركة الوفاق الإسلامي
- حركة تيار الإمام الصدر
- رابطة علماء الدين في العراق
- الحركة الإسلامية لتركمان العراق
- الحركة الإسلامية في كردستان العراق

## نتائج المؤتمر
أقر المؤتمر في ختام أعماله لجنة سميت بلجنة المتابعة والتنسيق تكونت من 65 شخصية أضيف إليها في وقت لاحق عشرة آخرين.